# Kamal Khan
Príncipe Kamal Khan é um personagem fictício e principal antagonista e adversário de James Bond no filme 007 contra Octopussy (1983), décimo-terceiro filme da franquia cinematográfica com o espião inglês criado por Ian Fleming.

## Características
Khan é um príncipe afegão exilado e arrogante, vivendo num palácio na Índia, com uma queda por boa comida e bebida, roupas caras, jóias valiosas, 'caça a seres humanos' e bombas nucleares. Associado ao lunático e obcecado general soviético Orlov principal vilão do filme, os dois planejam criar um holocausto nuclear na Europa, detonando uma bomba atômica numa base militar norte-americana na Alemanha Ocidental, usando a contrabandista e dona de circo Octopussy como cobertura. Por trás do plano, que deve parecer um acidente, está a intenção de Khan de fazer com que a OTAN abandone as armas nucleares, permitindo que Orlov e seus exércitos invadam a Europa Ocidental, recebendo em troca os mais inestimáveis tesouros roubados diretamente do Kremlin pelo comparsa.
Para infortúnio de Kamal Khan, entretanto, suas atividades chamam a atenção do MI-6, que envia o agente 009 para investigá-lo na Alemanha Oriental. Quando 009 é assassinado, James Bond entra no caso.

## No filme
Bond e Khan tem um primeiro encontro, não direto, num leilão onde disputam lance a lance um raro ovo Fabergé. Bond deixa o playboy levar vantagem, não sem antes trocar o ovo verdadeiro por uma cópia. Após um segundo encontro, num cassino onde ele é humilhado num jogo de gamão, e Bond aposta o próprio ovo roubado de Khan, vencendo a partida, ele tenta matar 007 várias vezes.
A primeira vez numa perseguição alucinada pelas ruas de Delhi em que o espião e seu contato indiano Vijay, a bordo de um tuk-tuk, entram por ruas apinhadas de gente e até de um mercado fugindo de Gobinda - braço direito de Khan - e seus homens. Depois quando o sikh consegue surpreender 007 no hotel e o leva inconsciente até o palácio-fortaleza de Khan, mas de onde Bond consegue fugir, depois de caçado a tiros num safári de 'caça a humanos' com elefantes.
O clímax entre os dois acontece no final do filme, quando Khan tenta fugir em seu avião particular - depois de Bond destruir a ameaça atômica e Orlov ser morto por soldados na fronteira das duas Alemanhas - acompanhado de Gobinda e levando Octopussy como refém, inconsciente dentro dele. Bond consegue agarrar-se à fuselagem do avião quando ele alça voo e se arrastar por fora da nave até a cabine, surpreendendo Khan. O vilão então manda seu capanga ir atrás de 007 do lado de fora,  mas Bond consegue derrotar o assassino na luta que se segue, jogando-o do avião, e entrar nele libertando a bond girl.
Com o pequeno jato em queda livre, depois de Bond soltar a mangueira externa de combustível, eles conseguem saltar da aeronave quando passam quase rente a um platô num penhasco, mas  Khan, preso na cabine e sem conseguir controlar o avião, morre quando a nave bate e explode no chão.